# 돈 테일러

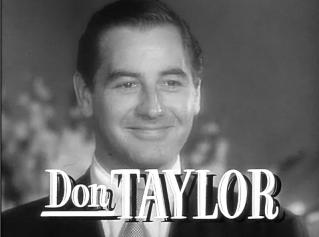

돈 테일러(Don Taylor, 1920년 12월 13일 ~ 1998년 12월 29일)는 미국의 배우이자 영화 감독이다. 1948년 누아르 영화 네이키드 시티, 배틀그라운드 (영화), 신부의 아버지 (1950년 영화), 파더스 리틀 디버덴드, 제17 포로수용소를 포함하여 1940년대와 1950년대 클래식에 공동으로 주연을 맡았다. 나중에 혹성탈출: 제3의 인류, 톰 소여 (1973년 영화), 여름의 메아리, 오멘 2 등의 영화를 감독하는 것으로 방향을 틀었다.

## 참여 작품

### 감독
- 혹성탈출: 제3의 인류
- 톰 소여 (1973년 영화)
- 여름의 메아리
- 닥터 모로의 DNA (1977년 영화)
- 오멘 2
- 최후의 카운트다운

### 배우
- 더 휴먼 코미디
- 싸우잰드 치어
- 걸 크레이지 (1943년 영화)
- 네이키드 시티
- 배틀그라운드 (영화)
- 신부의 아버지 (1950년 영화)
- 파더스 리틀 디버덴드
- 날으는 해병대
- 재패니즈 워 브라이드
- 제17 포로수용소
- 크라이 투마로우